# Kurdistan

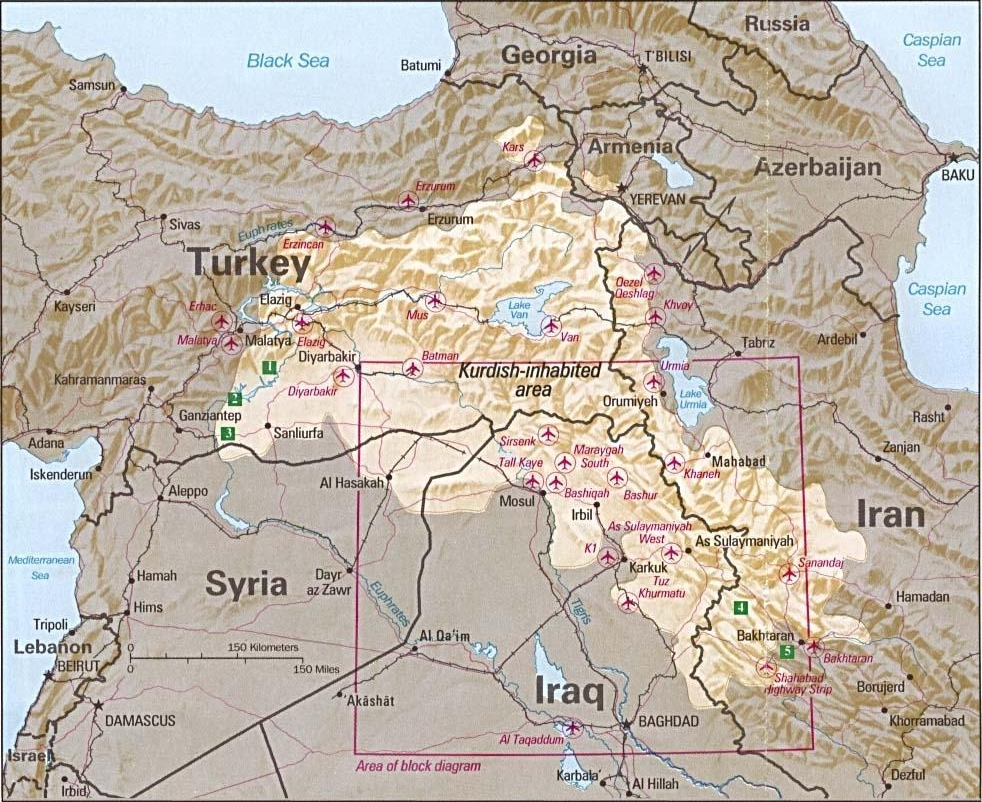
Vùng Kurdistan

Kurdistan là một vùng lãnh thổ có người Kurd sinh sống, nằm ở phần giáp nhau của Iraq, Iran, Syria và Thổ Nhĩ Kỳ. Nơi này chưa từng mang tư cách một quốc gia chính thức. 

Lá cờ Kurdistan

## Lịch sử
Vào thế kỷ 16, vùng có người Kurd sinh sống bị chia cắt bởi sự tranh giành giữa Đế quốc Ba Tư và Đế quốc Ottoman với những cuộc chiến tranh kéo dài. Sau Trận Chaldiran năm 1514, một đơn vị hành chính cho người Kurd được thành lập. Sau Hiệp ước Zuhab năm 1639 thì đơn vị hành chính này được chính thức hóa. Trước Chiến tranh Thế giới thứ nhất, hầu hết người Kurd sống ở Tỉnh Kurdistan trong lãnh thổ của Đế quốc Ottoman. Sau khi Đế quốc Ottoman sụp đổ, quân Đồng minh đã thỏa thuận và lên kế hoạch chia lãnh thổ của đế quốc này thành vài nước. Theo Hiệp ước Sèvres, Kurdistan, cùng với Armenia, sẽ thành những nước độc lập. Song Hiệp ước này đã không thực hiện được. Sự tấn công và chiếm đóng khu vực Kurdistan do Kemal Atatürk tiến hành và những sức ép khác đã khiến quân Đồng Minh chấp nhận đàm phán lại và Hiệp ước Lausanne được thành lập, và biên giới của Thổ Nhĩ Kỳ được hình thành như hiện này với vùng của người Kurd sinh sống nằm trong biên giới đó và không có quyền tự chủ. Các vùng có người Kurd khác được giao cho Anh và Pháp kiểm soát để rồi trở thành các địa phương của Iraq và Syria theo một số hiệp ước.
Những ranh giới này liên quan đến sự phân chia tài nguyên và chi phối dầu hỏa giữa các cường lực thuộc địa khác biệt và để đền ơn các lãnh đạo Ả Rập thân đồng minh hơn là cho các sự phân phối tộc dân. Thổ Nhĩ Kỳ đã yêu cầu được lấy phương bắc Iraq, nhưng dân đồng minh đã lo ngại nhiều với dầu hoả hơn là với sự ổn định.
Từ hồi thế chiến thứ nhất, dân Kurd bị chia cắt giữa vài nước khác nhau mà trong mỗi nơi, họ là dân thiểu số. Nhiều người Kurd đã làm chiến dịch cho sự độc lập hoặc tự trị, thường hay cầu viện đến sức lực vũ trang. Nhưng hiện chưa có sự ủng hộ của bất cứ chính phủ địa phương nào hoặc của bất cứ một cường lực nào bên ngoài nhằm thay đổi ranh giới vùng này. Dân lưu vong Kurd có dân số đáng kể có mặt ở Tây Âu đã có tạo ra các phong trào đấu tranh độc lập cho người Kurd, nhưng phần đông các chính phủ Trung Đông đã theo lịch sử cấm đoán khởi động chủ nghĩa ly khai cho Kurd.
Ở Thổ Nhĩ Kỳ, Iran và Iraq, các nhóm du kích Kurd mà văn hoá Kurd gọi là Peshmerga nghĩa là 'du kích Kurd quốc quyền', đã chiến đấu nhằm thành lập một quốc gia thuộc Kurd. Ở phía bắc Iraq, du kích Kurd quốc quyền đã đánh nhau chống lại chính phủ Iraq trước khi và trong thời cái xâm lược Iraq năm 2003 và ngay bây giờ họ phải canh giữ miền tự trị Kurd ở đó. Một nhóm khác là Đảng Công nhân Kurdistan (PKK) đã thực hiện chiến dịch vũ trang ở Thổ Nhĩ Kỳ, Iraq, Syria và Iran. Ở Thổ Nhĩ Kỳ, hơn 30.000 dân Thổ Nhĩ Kỳ và Kurd đã chết trong chiến tranh giữa Thổ Nhĩ Kỳ và PKK. Cũng có thương vong ở Iran, Syria và Iraq.

### Cuộc bầu cử Lịch sử
Năm 2017, Bất chấp sự chỉ trích gay gắt từ Iraq và các quốc gia khác, cuộc trưng cầu dân ý về độc lập của người Kurd tại Iraq được tổ chức trong khi các nước Iraq-Syria đang hỗn loạn, quân PKK lại đang kiểm soát phần lớn đất đai.
Theo Ủy ban Bầu cử, 3,3 triệu người đã tham gia (72% người được quyền tham gia) đã bỏ phiếu.
Hơn 90% bầu "Có" Thể hiện quyết tâm độc lập của người Kurd sau hàng thế kỉ

## Nhân khẩu
Ngoài người Kurd chiếm đa số, tại vùng Kurdistan còn có các nhóm người Assyria, người Armenia, người Ossetia, người Do Thái, người Thổ Nhĩ Kỳ, người Ả Rập và người Azeri sống rải rác. Đa số những người sống trong vùng theo đạo Hồi; tuy nhiên cũng có các tín đồ của đạo Yazidi, đạo Yarsan, đạo Alevi, Ki Tô giáo, Do Thái giáo, đạo Sarayi, đạo Bajwan hay đạo Haqqa.

## Thời tiết
Kurdistan có thời tiết kiểu miền núi lục địa. Trên các dãy núi cao có tuyết. Tại các vùng đồng bằng, lượng mưa hằng năm là 200 đến 400 mm; lượng mưa này tăng lên đến 700 - 3.000 mm một năm tại các cao nguyên giữa các dãy núi.